# Perrero

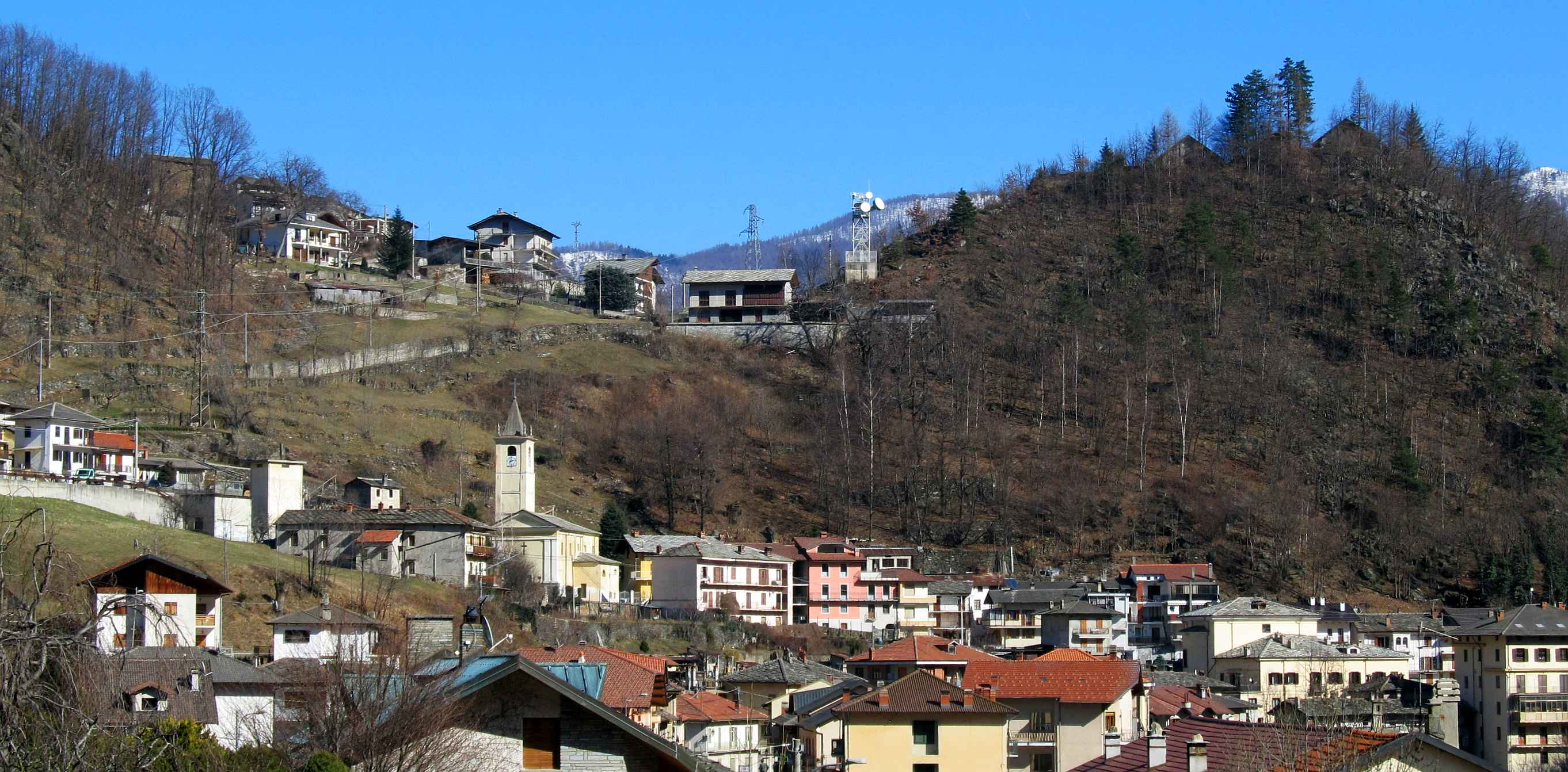
Panorama

Perrero (occitano Perier) es una localidad y comune italiana de la provincia de Turín, región de Piamonte, con 773 habitantes.

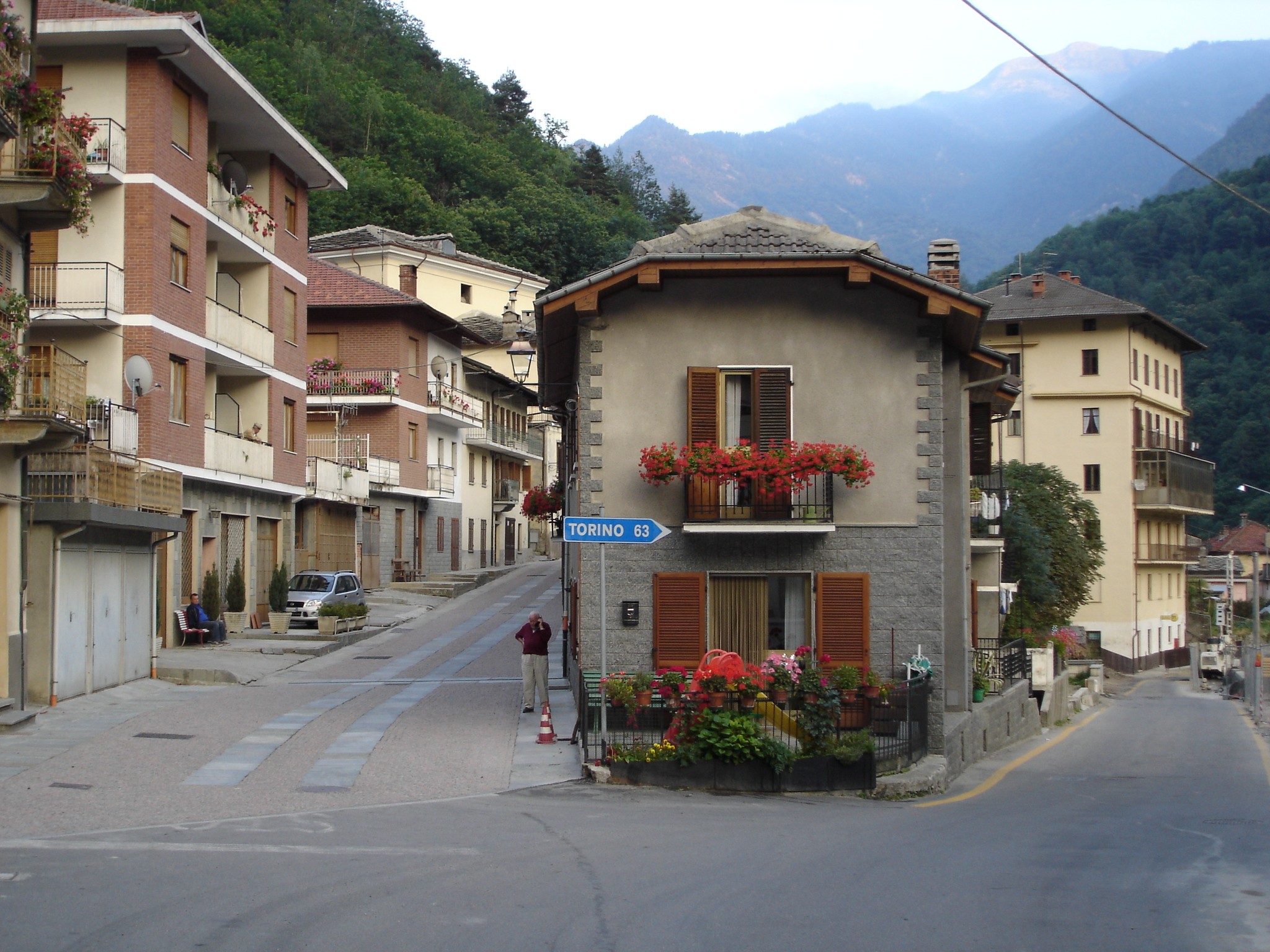
Perrero.

Está situado en el Valle Germanasca, uno de los Valles Occitanos. Limita con los municipios de Angrogna, Massello, Perosa Argentina, Pomaretto, Prali, Pramollo, Roure, Salza di Pinerolo y Villar Pellice.

## Evolución demográfica
| Gráfica de evolución demográfica de Perrero entre 1861 y 2001 |
|                                                               |
| Fuente ISTAT - elaboración gráfica de Wikipedia               |

## Administración
| Período | Nombre                | Partido          |
| ------- | --------------------- | ---------------- |
| 2004-   | Alma Margherita Ghigo | Centro-izquierda |